# Grand Canyon Village
Grand Canyon Village és una concentració de població designada pel cens dels Estats Units a l'estat d'Arizona. Segons el cens del 2000 tenia 1.460 habitants.

## Demografia
Segons el cens del 2000, Grand Canyon Village tenia 1.460 habitants, 651 habitatges, i 345 famílies La densitat de població era de 41,9 habitants/km².
Dels 651 habitatges en un 24,9% hi vivien nens de menys de 18 anys, en un 42,1% hi vivien parelles casades, en un 6% dones solteres, i en un 46,9% no eren unitats familiars. En el 31,6% dels habitatges hi vivien persones soles el 0,9% de les quals corresponia a persones de 65 anys o més que vivien soles. El nombre mitjà de persones vivint en cada habitatge era de 2,18 i el nombre mitjà de persones que vivien en cada família era de 2,84.
Per edats la població es repartia de la següent manera: un 20,5% tenia menys de 18 anys, un 8,4% entre 18 i 24, un 41,2% entre 25 i 44, un 27,7% de 45 a 60 i un 2,2% 65 anys o més.
L'edat mediana era de 37 anys. Per cada 100 dones de 18 o més anys hi havia 110,1 homes.
La renda mediana per habitatge era de 42.083 $ i la renda mediana per família de 53.676 $. Els homes tenien una renda mediana de 28.750 $ mentre que les dones 23.565 $. La renda per capita de la població era de 19.923 $. Aproximadament l'1,7% de les famílies i el 4,8% de la població estaven per davall del llindar de pobresa.

## Poblacions més properes
El següent diagrama mostra les poblacions més properes.